# 我新站
我新站（：／ Asin yeok */?）是京義·中央線沿線的一座地面車站，位於韓國京畿道楊平郡玉泉面我新里。

## 車站結構
站體為2面4線雙島式月台的地面車站候車月台設有月台幕門。

### 月台配置
| ↑ 菊秀          |
| ４３ \| ２１ \| |
| 梧濱 ↓          |

| 月台 | 路線                   | 目的地               |
| ---- | ---------------------- | -------------------- |
| 1、2 | ●首都圈電鐵京義·中央線 | 楊平、龍門方向       |
| 3、4 | ●首都圈電鐵京義·中央線 | 回基、龍山、文山方向 |

## 历史
- 1959年4月1日：开始使用。
- 2008年9月1日：客运停止。
- 2009年12月23日：客运恢复。

## 车站周边
- 亚神大学
- 國道6號

## 相鄰車站
韓國鐵道公社
●首都圈電鐵京義·中央線
中央線緩行
菊秀（K132）－我新（K133）－梧濱（K134）